# Volby do zastupitelstev krajů v Česku 2012

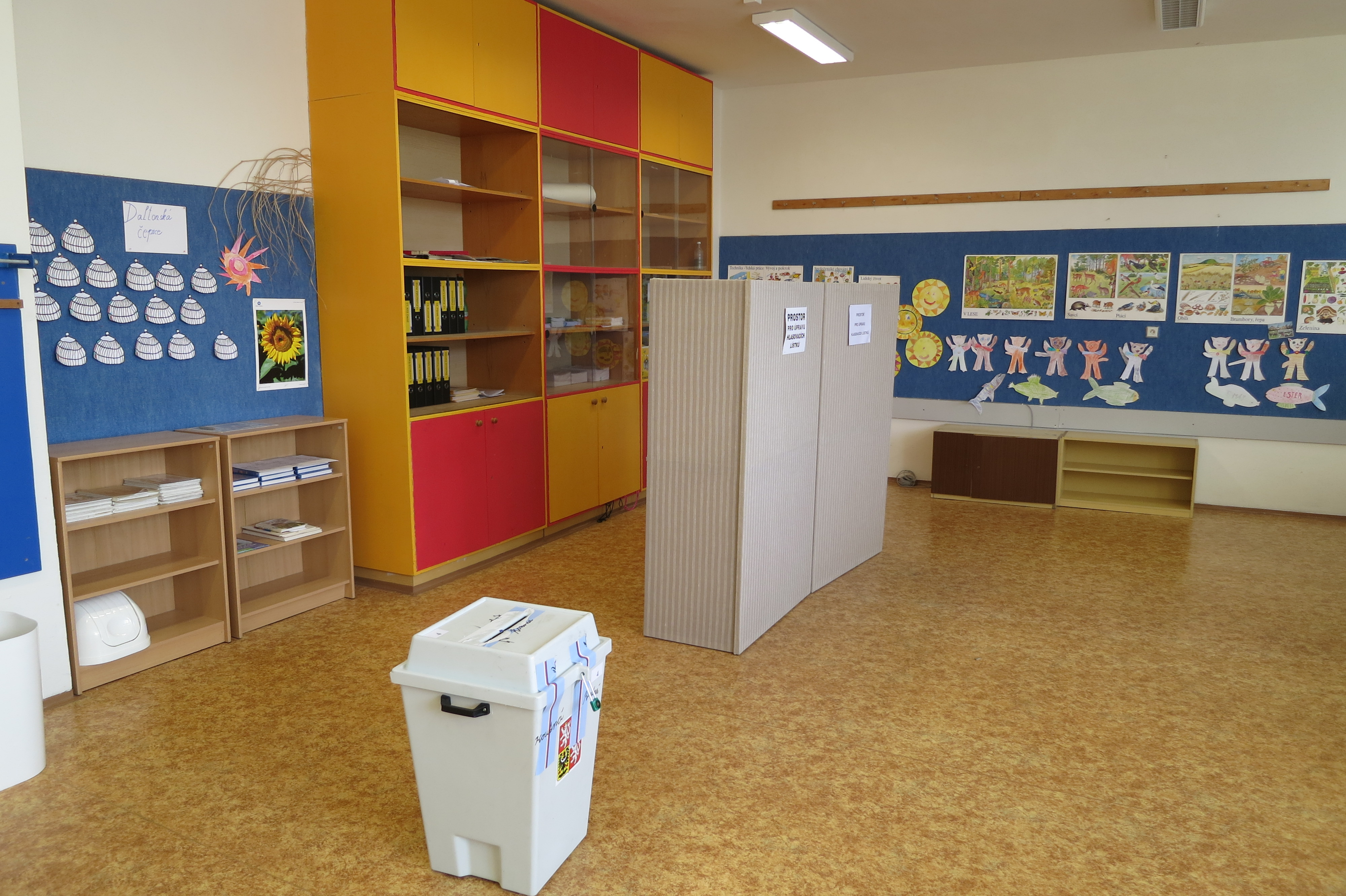
Volební místnost při volbách 2012

Volby do zastupitelstev krajů se v roce 2012 uskutečnily společně s prvním kolem voleb do Senátu 12. a 13. října. Volili se krajští zastupitelé ve 13 krajích mimo hlavní město Prahu, kde má pravomoci obdobné zastupitelstvu kraje zastupitelstvo hlavního města Prahy zvolené v roce 2010.
Nedlouho před vyhlášením voleb se změnila jejich zákonná úprava, když zákon č. 130/2000 Sb., o volbách do zastupitelstev krajů, byl poslaneckou novelou změněn tak, že při vyhodnocování výsledků hlasování pro posun na první místo kandidátky postačí 5 % preferenčních hlasů (oproti stávajícím 10 %). Tato novela také zavedla možnost volit s voličským průkazem.

## Výsledky

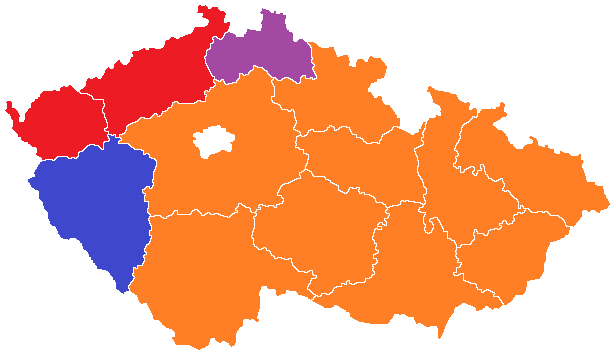
Vítězové podle krajů:
ČSSD
KSČM
SLK
ODS

Voleb se účastnilo celkem 2 763 464 (36,89 %) voličů. Z odevzdaných 2 757 176 hlasů bylo platných 2 637 115 (95,65 %). Nejvyšší volební účast byla v Kraji Vysočina (41,05 %), naopak nejmenší v Karlovarském kraji (31,57 %). Nejvyšší účast v rámci volebních obvodů byla ve Zlíně, kde se voleb účastnilo 43,18 % voličů. Naopak nejméně voličů se účastnilo v obvodu Sokolov, pouze 29,41 % voličů.
V rámci krajů zvítězila v nejvíce krajích Česká strana sociálně demokratická (dále ČSSD), celkem v 9, získala nejvíce hlasů v krajích na Moravě, získala také nejvíce hlasů v kraji Jihočeském, Středočeském, Královéhradeckém a Pardubickém. Komunistická strana Čech a Moravy (dále KSČM) získala nejvíce hlasů ve dvou krajích - Ústeckém a Karlovarském. Občanská demokratická strana (dále ODS) a Starostové pro Liberecký kraj (dále SLK) získaly každá nejvíce hlasů v jednom kraji - ODS v Plzeňském a SLK v Libereckém kraji.

### Souhrnné výsledky
Celkový počet mandátů v krajích je 675, nejvyšší počet mandátů získala ČSSD (205), druhý nejvyšší počet mandátů získala KSČM (182), třetí nejvyšší počet mandátů získala ODS (102). Do zastupitelstev krajů se dostala ještě uskupení: koalice TOP 09 a STAN (44), KDU-ČSL (42), SLK (13), Koalice pro Pardubický kraj (KDU-ČSL, NK, SNK ED (10), ZMĚNA Pro Liberecký Kraj (Politické hnutí Změna, SZ) (10), Severočeši.cz (9), Jihočeši 2012 (9), Koalice pro Olomoucký kraj společně se starosty (KDU-ČSL, SZ) (8), SPOZ (7), Koalice pro Královéhradecký kraj - KDU-ČSL - HDK - VPM (KDU-ČSL, VPM) (7), Hnutí PRO! kraj (SZ, HNHRM, KDU-ČSL) (6), NEZÁVISLÍ (5), HNHRM (5), VÝCHODOČEŠI (4), ALTERNATIVA (4), Pro Vysočinu (SNK ED, NK) (3).
V porovnání s krajskými volbami z roku 2008, kdy byla účast lehce vyšší (40,3 %), ztratily nejvíce ČSSD (422 758 hlasů a 75 mandátů) a ODS (362 943 hlasů a 78 mandátů). Naopak výrazně posílila KSČM, kdy získala 100 929 nových voličů a 68 nových mandátů. Uspěla i nová strana TOP 09 v koalici se Starosty a nezávislými, která ve svých prvních krajských volbách obdržela 175 089 a 44 mandátů. Celostátně výrazně uspěla ještě KDU-ČSL 155 510 hlasy pro své samostatné kandidátky a celkovým ziskem 61 mandátů.

#### Souhrnné výsledky po stranách
| Uskupení strana nebo hnutí | Uskupení strana nebo hnutí | počet krajů, kde kandidovala samostatně (+ v koalicích) | Hlasů samostatně (i s koalicemi) | Hlasů samostatně (i s koalicemi) | Mandáty samostatně (i z koalic) | Mandáty samostatně (i z koalic) | Mandáty samostatně (i z koalic) |
| Uskupení strana nebo hnutí | Uskupení strana nebo hnutí | počet krajů, kde kandidovala samostatně (+ v koalicích) | absolutně                        | relativně                        | původně                         | nově                            | rozdíl                          |
| -------------------------- | -------------------------- | ------------------------------------------------------- | -------------------------------- | -------------------------------- | ------------------------------- | ------------------------------- | ------------------------------- |
|                            | ČSSD                       | 13                                                      | 621 961                          | 23,58                            | 280                             | 205                             | -75 ▼                           |
|                            | KSČM                       | 13                                                      | 538 953                          | 20,43                            | 114                             | 182                             | +68 ▲                           |
|                            | ODS                        | 13                                                      | 324 081                          | 12,28                            | 180                             | 102                             | -78 ▼                           |
|                            | KDU-ČSL                    | 5 (+8)                                                  | 153 510 (261 724)                | 5,82 (9,87)                      | 56                              | 42 (61)                         | +5 ▲                            |
|                            | TOP 09 + STAN              | 13                                                      | 175 089                          | 6,63                             | 7                               | 44                              | +37 ▲                           |
|                            | SPOZ                       | 12 (+1)                                                 | 81 344 (90 088)                  | 3,08 (3,41)                      | -                               | 7                               | +7 ▲                            |
|                            | SZ                         | 8 (+5)                                                  | 46 401 (115 121)                 | 1,75 (4,33)                      | 0                               | 0 (9)                           | +9 ▲                            |
|                            | Piráti                     | 13                                                      | 57 805                           | 2,19                             | -                               | 0                               | ▬                               |
|                            | NEZÁVISLÍ                  | 5                                                       | 44 452                           | 1,68                             | 0                               | 5                               | +5 ▲                            |
|                            | DSSS                       | 4 (+9)                                                  | 9 039 (41 712)                   | 0,34 (1,57)                      | -                               | 0                               | ▬                               |
|                            | Svobodní                   | 13                                                      | 39 156                           | 1,48                             | -                               | 0                               | ▬                               |
|                            | Suverenity                 | 12 (+1)                                                 | 29 339 (30 363)                  | 1,10 (1,13)                      | 0                               | 0                               | ▬                               |
|                            | SLK                        | 1                                                       | 28 763                           | 1,09                             | 7                               | 13                              | +6 ▲                            |
|                            | "JIH 12"                   | 1                                                       | 27 972                           | 1,06                             | -                               | 9                               | +9 ▲                            |
|                            | SN                         | 3                                                       | 26 599                           | 1,00                             | 0                               | 0                               | ▬                               |
|                            | S.cz                       | 1                                                       | 25 617                           | 0,97                             | 8                               | 9                               | +1 ▲                            |
|                            | VČ                         | 1 (+1)                                                  | 12 577 (17 558)                  | 0,47 (0,65)                      | -                               | 4                               | +4 ▲                            |
|                            | SNK ED                     | 2 (+7)                                                  | 4 208 (73 615)                   | 0,15 (2,75)                      | 6                               | 3 (7)                           | +1 ▲                            |
|                            | HNZRM                      | 1 (+1)                                                  | 6 558 (23 930)                   | 0,24 (0,89)                      | 1                               | 5 (7)                           | +6 ▲                            |
|                            | ALTERNATIVA                | 1 (+1)                                                  | 4 837 (9 619)                    | 0,18 (0,36)                      | 5                               | 4                               | -1 ▼                            |
|                            | Změna                      | (2)                                                     | (28 516)                         | (1,08)                           | -                               | (5)                             | +5 ▲                            |
|                            | NK                         | (3)                                                     | -                                | -                                | 2                               | (1)                             | -1 ▼                            |
|                            | VPM                        | (1)                                                     | -                                | -                                | -                               | 1                               | +1 ▲                            |
|                            | Ostatní                    | -                                                       | 399 990                          | 14,47                            | 9                               | 0                               | -9 ▼                            |
|                            | Celkem                     | 13                                                      | 2 763 464                        | 100,00                           | 675                             | 675                             | ▬                               |

Vysvětlivky:
1. ↑  KDU-ČSL vytvořila mnoho volebních koalic pod společnou značkou Koalice pro ... kraj a měla v nich většinou hlavní slovo. Výjimku tvořilo hnutí PRO!Kraj v ústeckém kraji. Koaličními partnery byly různé menší strany a uskupení; SZ(3×), SNK ED(2×), NK(2×), SsČR(2×), HNHRM, OCJJ, VPM.
2. ↑  Strana TOP 09 a hnutí STAN utvořily volební koalici ve všech krajích.
3. ↑  STAN obhajovala 7 mandátů které získala ještě pod původním názvem Nezávislí starostové pro kraj.
4. ↑  25 mandátů získali kandidáti navržení STAN a 19 navržení TOP 09.
5. ↑  Ve středočeském kraji kandidovala SPOZ v koalici se stranou Češi
6. ↑  SZ utvořila tři koalice s KDU-ČSL z nichž získala pouze v Ústeckém hnutí s rámci hnutí Pro!kraj. Dále utvořila dvě koalice s hnutím Změna s nímž uspěla v Libereckém kraji
7. ↑  DSSS postavila koaliční kandidátky s SPE pod názvem "Dělnická strana sociální spravedlnosti - STOP NEPŘIZPŮSOBIVÝM!"
8. ↑  Krajských voleb 2008 se zúčastnila Dělnická strana bez zisku mandátu.
9. ↑  souhrnné označení pro strany Suverenita – Blok Jany Bobošíkové, Suverenita – strana důstojného života, Suverenita – Strana zdravého rozumu a jejich různé vzájemné koalice.
10. ↑  V Libereckém kraji kandidovala SBB v koalici s KONS.
11. ↑  Východočeši postavili samostatnou kandidátku v Královéhradeckém kraji, v Pardubickém pak v koalici s Českou stranou regionů. Za kandidátkami stálo finančně hnutí ANO 2011.
12. ↑  Kromě dvou koalic s KDU-ČSL, postavila SNK ED koalice s několika menšími stranami a hnutími; ALTERNATIVA, SZSP, ML, SsČR a NK.
13. ↑  Hnutí uspělo se samostatnou kandidátkou v Karlovarském kraji a dále jako součást koalice Pro!Kraj se SZ a KDU.
14. ↑  ALTERNATIVA uspěla se samostatnou kandidátkou v Karlovarském kraji. V koalici s SNK ED se zúčastnila voleb v Plzeňském kraji.
15. ↑  Změna kandidovala vždy v koalici se SZ.
16. ↑  Nestraníci se zúčastnili voleb pouze v koalicích, a to s KDU-ČSL(2×), SNK ED(2×) a SsČR(1×).
17. ↑  Jeden mandát získali Nestraníci v rámci Koalice pro Pardubický kraj
18. ↑  Strana se zúčastnila koalice "hnutí PRO!Kraj".
19. ↑  Označuje ostatní strany, hnutí a koalice které nezískali samostatně (či v koalici sami se sebou) celostátně více než 1 % hlasů a zároveň ani žádný mandát.
20. ↑  Mandáty obhajovala ještě SOS, Zlínské hnutí nezávislých a Doktoři (za uzdravení společnosti)

### Výsledky po krajích

#### Středočeský kraj
| Název uskupení                                | Počet hlasů (absolutně) | Počet hlasů (v procentech) | Počet získaných mandátů | Změna mandátů |
| --------------------------------------------- | ----------------------- | -------------------------- | ----------------------- | ------------- |
| Česká strana sociálně demokratická            | 76 225                  | 21,79                      | 20                      | -6 ▼          |
| Komunistická strana Čech a Moravy             | 71 975                  | 20,57                      | 19                      | +9 ▲          |
| Občanská demokratická strana                  | 64 101                  | 18,32                      | 16                      | -9 ▼          |
| TOP 09 a Starostové pro Středočeský kraj      | 40 981                  | 11,71                      | 10                      | +6 ▲          |
| Koalice KDU-ČSL, SNK ED a nezávislí kandidáti | 10 762                  | 3,07                       | 0                       | 0 ▬           |
| ostatní                                       | 85 750                  | 18,54                      | 0                       | -             |
| celkem (účast 36,45 %)                        | 349 796                 |                            | 65                      |               |

Středočeský kraj.

Ve volbách i přes Rathovu aféru skončila ČSSD na prvním místě, těsně za ní komunisté. Levice jako celek posílila. ČSSD chtěla pokračovat ve své krajské vládě tolerované komunisty, ti však chtěli přímou účast v radě. Lídr sociálnědemokratické kandidátky usiloval o dohodnutí menšinového vládnutí s podporou ODS, k tomu však nedošlo a byla nakonec vytvořena poněkud neproporcionální koalice ČSSD-KSČM (s výrazně menším zastoupením komunistů, než by odpovídalo výsledkům voleb). Hejtmanem byl zvolen dosavadní starosta Příbrami a senátor Josef Řihák. V červnu 2014 však pro déledobou ztrátu podpory ve středočeské ČSSD Řihák podal demisi a byl nahrazen dosavadním statutárním náměstkem Milošem Peterou.

#### Jihočeský kraj
| Název uskupení                                                | Počet hlasů (absolutně) | Počet hlasů (v procentech) | Počet získaných mandátů | Změna mandátů |
| ------------------------------------------------------------- | ----------------------- | -------------------------- | ----------------------- | ------------- |
| Česká strana sociálně demokratická                            | 53 736                  | 27,99                      | 18                      | -4 ▼          |
| Komunistická strana Čech a Moravy                             | 37 187                  | 19,37                      | 13                      | +3 ▲          |
| "JIHOČEŠI 2012"                                               | 27 972                  | 14,57                      | 9                       | +9 ▲          |
| Občanská demokratická strana                                  | 24 110                  | 12,56                      | 8                       | -11 ▼         |
| Křesťanská a demokratická unie - Československá strana lidová | 12 341                  | 6,43                       | 4                       | 0 ▬           |
| TOP 09 a Starostové pro Jihočeský kraj                        | 9 614                   | 5,00                       | 3                       | +3 ▲          |
| Strana Práv Občanů ZEMANOVCI                                  | 4 169                   | 2,17                       | 0                       | -             |
| ostatní                                                       | 29 957                  | 11,91                      | 0                       | -             |
| celkem (účast 38,59 %)                                        | 191 917                 |                            | 55                      |               |

Rozsazení mandátů.

Vytvoření koalice ČSSD s KSČM bylo v tomto kraji jistým překvapením. Hejtman a sociálnědemokratický lídr Jiří Zimola totiž vládl v předcházejícím období s ODS a i v rámci své strany se vyjadřoval ke spolupráci s KSČM skepticky.

#### Plzeňský kraj

Rozdělení mandátů

| Název uskupení                                     | Počet hlasů (absolutně) | Počet hlasů (v procentech) | Počet získaných mandátů | Změna mandátů |
| -------------------------------------------------- | ----------------------- | -------------------------- | ----------------------- | ------------- |
| Občanská demokratická strana                       | 44 160                  | 26,48                      | 15                      | +1 ▲          |
| Česká strana sociálně demokratická                 | 41 519                  | 24,89                      | 15                      | -4 ▼          |
| Komunistická strana Čech a Moravy                  | 34 919                  | 20,93                      | 12                      | +3 ▲          |
| TOP 09 a Starostové a nezávislí pro Plzeňský kraj  | 9 175                   | 5,5                        | 3                       | +3 ▲          |
| Koalice pro Plzeňský kraj (KDU-ČSL, Nestr. a SsČr) | 7 758                   | 4,65                       | 0                       | -3 ▼          |
| ostatní                                            | 36 985                  | 17,55                      | 0                       | -             |
| celkem (účast 38,21 %)                             | 166 758                 |                            | 45                      |               |

Přes nominální vítězství ODS vedené bývalým ministrem spravedlnosti Jiřím Pospíšilem zůstali občanští demokraté v opozici. Hejtmanský post obhájil Milan Chovanec z ČSSD, který předcházející menšinové vládnutí s podporou KSČM přeformátoval v koaliční smlouvu s toutéž stranou. V lednu 2014 po jmenování ministrem vnitra odstoupil Chovanec z funkce hejtmana a byl nahrazen dosavadním náměstkem Václavem Šlajsem.

#### Karlovarský kraj
| Název uskupení                                       | Počet hlasů (absolutně) | Počet hlasů (v procentech) | Počet získaných mandátů | Změna mandátů |
| ---------------------------------------------------- | ----------------------- | -------------------------- | ----------------------- | ------------- |
| Komunistická strana Čech a Moravy                    | 16 580                  | 22,98                      | 14                      | +6 ▲          |
| Česká strana sociálně demokratická                   | 16 402                  | 22,73                      | 13                      | -3 ▼          |
| Občanská demokratická strana                         | 7 062                   | 9,79                       | 5                       | -4 ▼          |
| Hnutí nezávislých za harmonický rozvoj obcí a měst   | 6 558                   | 9,09                       | 5                       | +5 ▲          |
| TOP 09 a Starostové a nezávislí pro Karlovarský kraj | 5 326                   | 7,38                       | 4                       | +4 ▲          |
| ALTERNATIVA                                          | 4 837                   | 6,70                       | 4                       | -1 ▼          |
| Koalice pro Karlovarský kraj (KDU-ČSL, SZ a OCJJ)    | 3 364                   | 4,66                       | -                       | -             |
| ostatní                                              | 12 001                  | 16,67                      | 0                       | -7 ▼          |
| celkem (účast 31,57 %)                               | 72 130                  |                            | 45                      |               |

Rozdělení mandátů

Volby vyhrála KSČM, těsně za ní ČSSD. Ostatní nelevicové strany měly dohromady 18 mandátech. Dojednávání koalice KSČM a ČSSD nejprve uvázlo na základě sporu o hejtmana a principů personální složení rady. ČSSD nabízela pravicovým stranám své menšinové vládnutí za jejich podpory, větší část oslovených stran však takový projekt odmítla. Levicové strany se následně dohodly a hejtmanem se znovu stal Josef Novotný z ČSSD. Opozice bojkotovala volbu krajské rady, když všech 18 zastupitelů ODS, TOP 09, HNHROM a ALTERNATIVA opustilo jednací sál. Kritiku pak vyvolalo jmenování Václava Sloupa (KSČM) náměstkem hejtmana a radním pro oblast školství. Sloup totiž působil před rokem 1989 jako politruk u pohraniční stráže na Chebsku. V únoru 2015 se po odstoupení hejtmana Josefa Novotného krajská koalice ČSSD a KSČM rozpadla. Hejtmanem se stal Martin Havel (ČSSD) a do krajské rady vstoupily všechny pravicové a středové subjekty, které byly do té doby v opozici. KSČM naopak odešla do opozice.

#### Ústecký kraj
| Název uskupení                     | Počet hlasů (absolutně) | Počet hlasů (v procentech) | Počet získaných mandátů |
| ---------------------------------- | ----------------------- | -------------------------- | ----------------------- |
| Komunistická strana Čech a Moravy  | 53 819                  | 25,26                      | 20                      |
| Česká strana sociálně demokratická | 34 360                  | 16,13                      | 13                      |
| Severočeši.cz                      | 25 617                  | 12,02                      | 9                       |
| Občanská demokratická strana       | 20 635                  | 9,68                       | 7                       |
| Hnutí PRO! kraj                    | 17 372                  | 8,15                       | 6                       |
| TOP 09 a Starostové pro Úst. kraj  | 9 949                   | 4,67                       | 0                       |
| ostatní                            | 51 248                  | 24,1                       | 0                       |
| celkem (účast 33,94 %)             | 211 856                 |                            | 55                      |

Rozdělení mandátů

V Ústeckém kraji zvítězila na rozdíl od Karlovarského kraje KSČM s velkým náskokem. ODS i ČSSD prudce oslabily. Ačkoliv průzkum ukazoval dobrý výsledek pro TOP 09, ta se nakonec do zastupitelstva nedostala, protestní hnutí PRO! kraj (SZ, HNHROM a KDU-ČSL) bylo úspěšnější a do zastupitelstva zasedlo. Severočeši.cz posílili o jeden mandát, ale s KSČM se na společném vládnutí nedohodli. Nakonec vznikla krajská koalice KSČM a ČSSD a Oldřich Bubeníček se stal prvním českým komunistickým hejtmanem od vzniku krajů. ODS a PRO! kraj zůstaly v opozici.

#### Liberecký kraj
| Název uskupení                     | Počet hlasů (absolutně) | Počet hlasů (v procentech) | Počet získaných mandátů |
| ---------------------------------- | ----------------------- | -------------------------- | ----------------------- |
| Starostové pro Liberecký kraj      | 28 763                  | 22,21                      | 13                      |
| Komunistická strana Čech a Moravy  | 23 167                  | 17,89                      | 10                      |
| ZMĚNA PRO LIBERECKÝ KRAJ           | 21 829                  | 16,85                      | 10                      |
| Česká strana sociálně demokratická | 16 900                  | 13,05                      | 7                       |
| Občanská demokratická strana       | 11 993                  | 9,26                       | 5                       |
| ostatní                            | 21 517                  | 16,56                      | 0                       |
| celkem (účast 38,55 %)             | 124 169                 |                            | 45                      |

Rozdělení mandátů

Liberecký kraj byl jediný, kde neměly levicové strany většinu pro sestavení krajské vlády. Výrazně ztratily ČSSD a ODS, TOP09 zůstala daleko pod pětiprocentní hranicí nutnou ke vstupu do zastupitelstva. Vítězem voleb se stali Starostové, uspělo i hnutí Změna, komunisté mírně posílili. Vládu sestavili Starostové se Změnou. ODS, ČSSD a KSČM, silné parlamentní strany, se ocitly v opozici. Starostové do vlády chtěli přizvat i ODS, ovšem Změna tento návrh nepřipustila. Hejtmanem se stal Martin Půta.
Poté, co se těsná většina po vleklých sporech v koalici na podzim 2014 rozpadla, musela být do koalice integrována i ČSSD a Lenka Kadlecová se stala náměstkyní hejtmana pro sociální problematiku.

#### Královéhradecký kraj
| Název uskupení | Počet hlasů (absolutně) | Počet hlasů (v procentech) | Počet získaných mandátů |
| --- | ----------------------- | -------------------------- | ----------------------- |
| Česká strana sociálně demokratická | 32 248                  | 19,73                      | 12                      |
| Komunistická strana Čech a Moravy | 31 685                  | 19,39                      | 11                      |
| Koalice pro Královéhradecký kraj - Křesťanská a demokratická unie - Československá strana lidová - Hradecký demokratický klub - Volba pro město | 19 721                  | 12,07                      | 7                       |
| Občanská demokratická strana | 17 366                  | 10,62                      | 6                       |
| TOP 09 a Starostové a nezávislí pro Královéhradecký kraj                                                                                        | 13 483                  | 8,25                       | 5                       |
| VÝCHODOČEŠI | 12 577                  | 7,69                       | 4                       |
| ostatní | 29 536                  | 18,02                      | 0                       |
| celkem (účast 38,43 %) | 156 616                 |                            | 45                      |

Volby vyhrála ČSSD, byť s velikou ztrátou preferencí. Hned za nimi skončili komunisté, uspělo i nové hnutí Východočeši. Vznikla koalice ČSSD s KSČM, která však měla velmi těsnou většinu. Jeden sociální demokrat navíc zpočátku odmítal koalici s komunisty podpořit. Hejtmanem zůstal Lubomír Franc.

#### Pardubický kraj
| Název uskupení                                      | Počet hlasů (absolutně) | Počet hlasů (v procentech) | Počet získaných mandátů |
| --------------------------------------------------- | ----------------------- | -------------------------- | ----------------------- |
| Česká strana sociálně demokratická                  | 33 130                  | 21,31                      | 12                      |
| Komunistická strana Čech a Moravy                   | 29 332                  | 18,86                      | 11                      |
| Koalice pro Pardubický kraj                         | 27 582                  | 17,74                      | 10                      |
| Občanská demokratická strana                        | 16 953                  | 10,9                       | 6                       |
| TOP 09 a Starostové a nezávislí pro Pardubický kraj | 9 722                   | 6,25                       | 3                       |
| Strana Práv Občanů ZEMANOVCI                        | 8 256                   | 5,31                       | 3                       |
| ostatní                                             | 27 617                  | 17,72                      | 0                       |
| celkem (účast 39,47 %)                              | 152 592                 |                            | 45                      |

V Pardubickém kraji uzavřela vítězná ČSSD koalici s SPOZ (její lídr Jaromír Dušek se stal vicehejtmanem a radním pro dopravu) a s Koalicí pro kraj (její staronový lídr Roman Línek je statutárním náměstkem hejtmana a radním pro zdravotnictví). Hejtmanem se stal Martin Netolický, který se v tu dobu zároveň stal nejmladším hejtmanem v dosavadní historii krajů.

#### Kraj Vysočina
| Název uskupení                                                | Počet hlasů (absolutně) | Počet hlasů (v procentech) | Počet získaných mandátů |
| ------------------------------------------------------------- | ----------------------- | -------------------------- | ----------------------- |
| Česká strana sociálně demokratická                            | 48 022                  | 29,26                      | 17                      |
| Komunistická strana Čech a Moravy                             | 32 119                  | 19,57                      | 11                      |
| Křesťanská a demokratická unie - Československá strana lidová | 20 243                  | 12,33                      | 7                       |
| Občanská demokratická strana                                  | 16 888                  | 10,29                      | 5                       |
| Pro Vysočinu                                                  | 10 476                  | 6,38                       | 3                       |
| TOP 09 a Starostové a nezávislí pro Vysočinu                  | 8 302                   | 5,05                       | 2                       |
| ostatní                                                       | 26 517                  | 16,1                       | 0                       |
| celkem (účast 41,05 %)                                        | 162 567                 |                            | 45                      |

Rozdělení mandátů v kraji po volbách 2012

Vysočina zůstala po těchto volbách jediným krajem, kde i po těchto volbách pokračovala jednobarevná vláda ČSSD tolerovaná komunisty. Hejtmanem zůstal Jiří Běhounek.

#### Jihomoravský kraj
| Název uskupení                                                | Počet hlasů (absolutně) | Počet hlasů (v procentech) | Počet získaných mandátů |
| ------------------------------------------------------------- | ----------------------- | -------------------------- | ----------------------- |
| Česká strana sociálně demokratická                            | 93 843                  | 27,01                      | 23                      |
| Komunistická strana Čech a Moravy                             | 64 805                  | 18,65                      | 16                      |
| Křesťanská a demokratická unie - Československá strana lidová | 59 159                  | 17,03                      | 14                      |
| Občanská demokratická strana                                  | 32 004                  | 9,21                       | 7                       |
| TOP 09 a Starostové a nezávislí pro Jihomoravský kraj         | 20 379                  | 5,86                       | 5                       |
| ostatní                                                       | 77 146                  | 22,24                      | 0                       |
| celkem (účast 37,76 %)                                        | 347 336                 |                            | 65                      |

Michal Hašek, hejtman za ČSSD, odmítl koalici s ODS i s KSČM a rozhodl se pokračovat v koalici s KDU-ČSL.

#### Olomoucký kraj
| Název uskupení                                     | Počet hlasů (absolutně) | Počet hlasů (v procentech) | Počet získaných mandátů |
| -------------------------------------------------- | ----------------------- | -------------------------- | ----------------------- |
| Česká strana sociálně demokratická                 | 47 238                  | 26,70                      | 19                      |
| Komunistická strana Čech a Moravy                  | 40 379                  | 22,82                      | 16                      |
| Koalice pro Olomoucký kraj společně se starosty    | 19 459                  | 11,00                      | 8                       |
| Občanská demokratická strana                       | 19 308                  | 10,91                      | 8                       |
| TOP 09 a Starostové a nezávislí pro Olomoucký kraj | 10 905                  | 6,16                       | 4                       |
| ostatní                                            | 39 595                  | 22,31                      | 0                       |
| celkem (účast 35,67 %)                             | 176 884                 |                            | 55                      |

Poměrně hladce byla vyjednána koalice ČSSD s KSČM, která vystřídala dosavadní širokou levo-pravou koalici. Hejtmanem se stal sociálnědemokratický lídr Jiří Rozbořil.

#### Zlínský kraj
| Název uskupení                                                | Počet hlasů (absolutně) | Počet hlasů (v procentech) | Počet získaných mandátů |
| ------------------------------------------------------------- | ----------------------- | -------------------------- | ----------------------- |
| Česká strana sociálně demokratická                            | 40 620                  | 21,73                      | 12                      |
| Křesťanská a demokratická unie - Československá strana lidová | 34 231                  | 18,31                      | 10                      |
| Komunistická strana Čech a Moravy                             | 30 074                  | 16,08                      | 9                       |
| TOP 09 a Starostové a nezávislí pro Zlínský kraj              | 18 863                  | 10,09                      | 5                       |
| Občanská demokratická strana                                  | 17 757                  | 9,49                       | 5                       |
| Strana Práv Občanů ZEMANOVCI                                  | 13 488                  | 7,21                       | 4                       |
| ostatní                                                       | 31 890                  | 16,99                      | 0                       |
| celkem (účast 40,34 %)                                        | 186 923                 |                            | 45                      |

V Zlínském kraji vznikla po volbách krajská koalice ČSSD-KSČM-SPOZ. Hejtmanem se stal opět Stanislav Mišák z ČSSD. Ustavení koalice doprovázely podobně jako v Jihočeském kraji pouliční protesty kvůli účasti KSČM v radě kraje.

#### Moravskoslezský kraj
| Název uskupení                                                | Počet hlasů (absolutně) | Počet hlasů (v procentech) | Počet získaných mandátů |
| ------------------------------------------------------------- | ----------------------- | -------------------------- | ----------------------- |
| Česká strana sociálně demokratická                            | 87 688                  | 27,40                      | 24                      |
| Komunistická strana Čech a Moravy                             | 72 912                  | 22,78                      | 20                      |
| Občanská demokratická strana                                  | 31 744                  | 9,92                       | 9                       |
| Křesťanská a demokratická unie - Československá strana lidová | 27 536                  | 8,60                       | 7                       |
| NEZÁVISLÍ                                                     | 18 311                  | 5,72                       | 5                       |
| ostatní                                                       | 81 788                  | 25,47                      | 0                       |
| celkem (účast 33,17 %)                                        | 319 979                 |                            | 65                      |

Zůstala zachována původní silná levicová koalice, hejtmanem se stal Miroslav Novák, lídr kandidátky ČSSD.

## Kandidující subjekty
Celkem ve volbách kandidovalo 93 politických stran, hnutí a volebních koalic. Následující tabulka uvádí politické strany, které kandidovaly ve většině krajů (a to jak samostatně, tak jako součást koalice).
| Strana | Strana    | Číslo (čísla koalic)                                 | počet krajů, kde strana kandiduje | počet krajů, kde strana kandiduje | počet krajů, kde strana kandiduje | stranou navržených kandidátů |
| Strana | Strana    | Číslo (čísla koalic)                                 | samostatně                        | v koalici                         | celkem                            | stranou navržených kandidátů |
| ------ | --------- | ---------------------------------------------------- | --------------------------------- | --------------------------------- | --------------------------------- | ---------------------------- |
|        | KSČM      | 43                                                   | 13                                | 0                                 | 13                                | 732                          |
|        | ČSSD      | 60                                                   | 13                                | 0                                 | 13                                | 731                          |
|        | ODS       | 70                                                   | 13                                | 0                                 | 13                                | 725                          |
|        | Nár. Soc. | 22                                                   | 13                                | 0                                 | 13                                | 710                          |
|        | Svobodní  | 77                                                   | 13                                | 0                                 | 13                                | 573                          |
|        | PB        | 7                                                    | 13                                | 0                                 | 13                                | 215                          |
|        | Piráti    | 93                                                   | 13                                | 0                                 | 13                                | 172                          |
|        | SPOZ      | 8 (91)                                               | 12                                | 1                                 | 13                                | 709                          |
|        | SZ        | 51 (9, 15, 69, 74, 87)                               | 8                                 | 5                                 | 13                                | 559                          |
|        | KDU-ČSL   | 84 (9, 12, 15, 18, 55, 68, 73, 87)                   | 5                                 | 8                                 | 13                                | 524                          |
|        | DSSS      | 80 (53)                                              | 4                                 | 9                                 | 13                                | 417                          |
|        | TOP 09    | (11, 17, 29, 32, 33, 36, 42, 48, 61, 62, 76, 79, 86) | 0                                 | 13                                | 13                                | 446                          |
|        | STAN      | (11, 17, 29, 32, 33, 36, 42, 48, 61, 62, 76, 79, 86) | 0                                 | 13                                | 13                                | 279                          |
|        | SsČR      | 16 (12, 27, 64, 73)                                  | 8                                 | 4                                 | 12                                | 333                          |
|        | SNK ED    | 85 (10, 38, 54, 55, 64, 66, 68)                      | 2                                 | 7                                 | 9                                 | 327                          |
|        | SBB       | (2, 4, 6, 19, 21, 25, 39, 44, 49)                    | 0                                 | 9                                 | 9                                 | 481                          |
|        | M         | 20                                                   | 7                                 | 0                                 | 7                                 | 216                          |
|        | SDŽ       | (2, 4, 6, 21, 25, 39, 44)                            | 0                                 | 7                                 | 7                                 | 233                          |

## Předvolební průzkumy
Předvolební průzkumy vypracovaly, nezávisle na sobě, marketingové agentury STEM/MARK a SC & C pro pořad Otázky Václava Moravce volební speciál. Sledovaly se volební preference, tedy hlasy voličů rozhodnutých volit a celkový výsledek je aritmetický průměr zmíněných dvou výzkumů. Ihned po konečném sečtení hlasovacích lístků se objevily spekulace o manipulaci voličů těmito průzkumy, neboť výsledky se lišily o mnoho procent.

### Karlovarský kraj

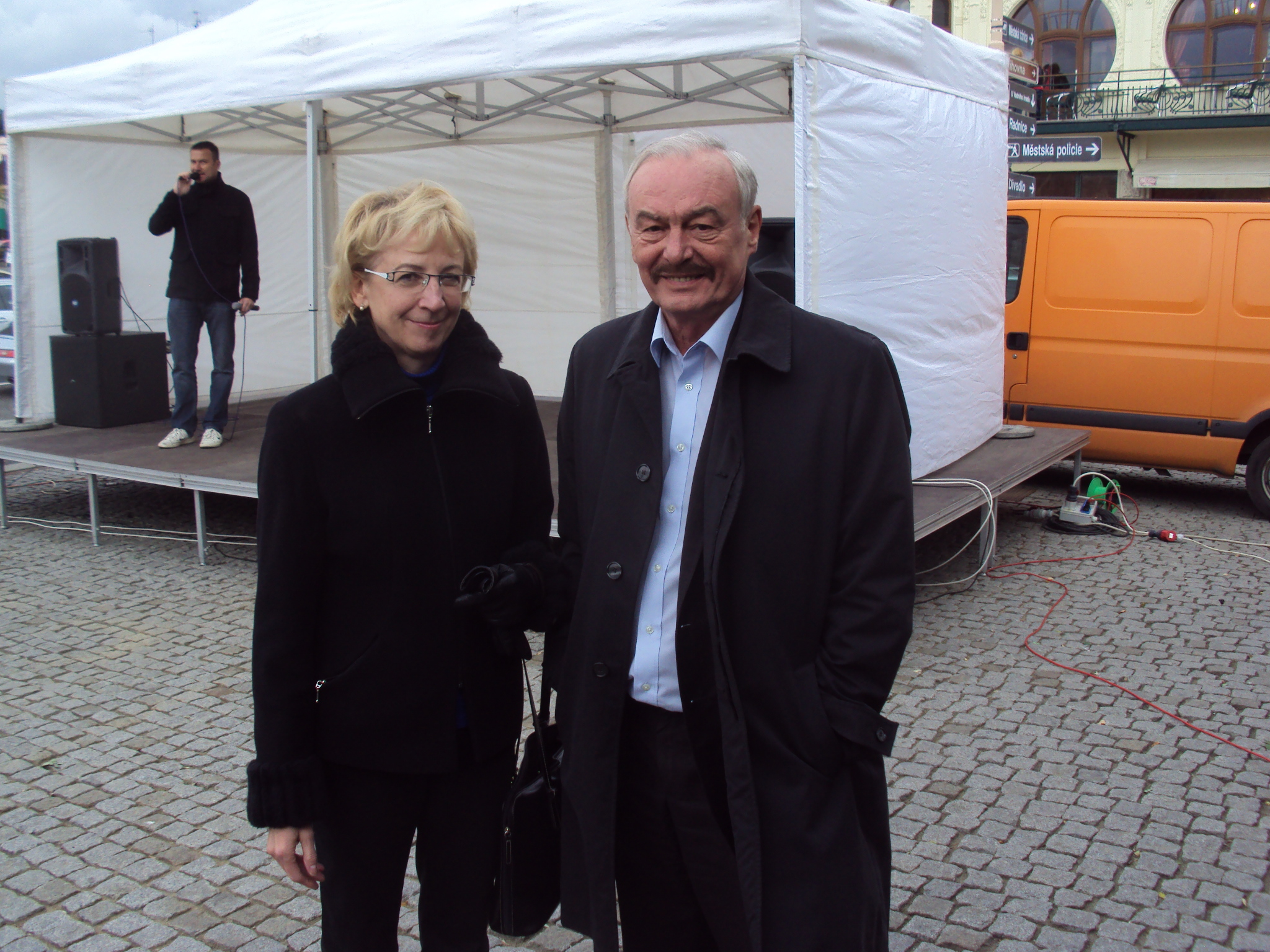
Předvolební mítink ODS v České Lípě, MUDr. Sobotka, Ing. Bartoňová

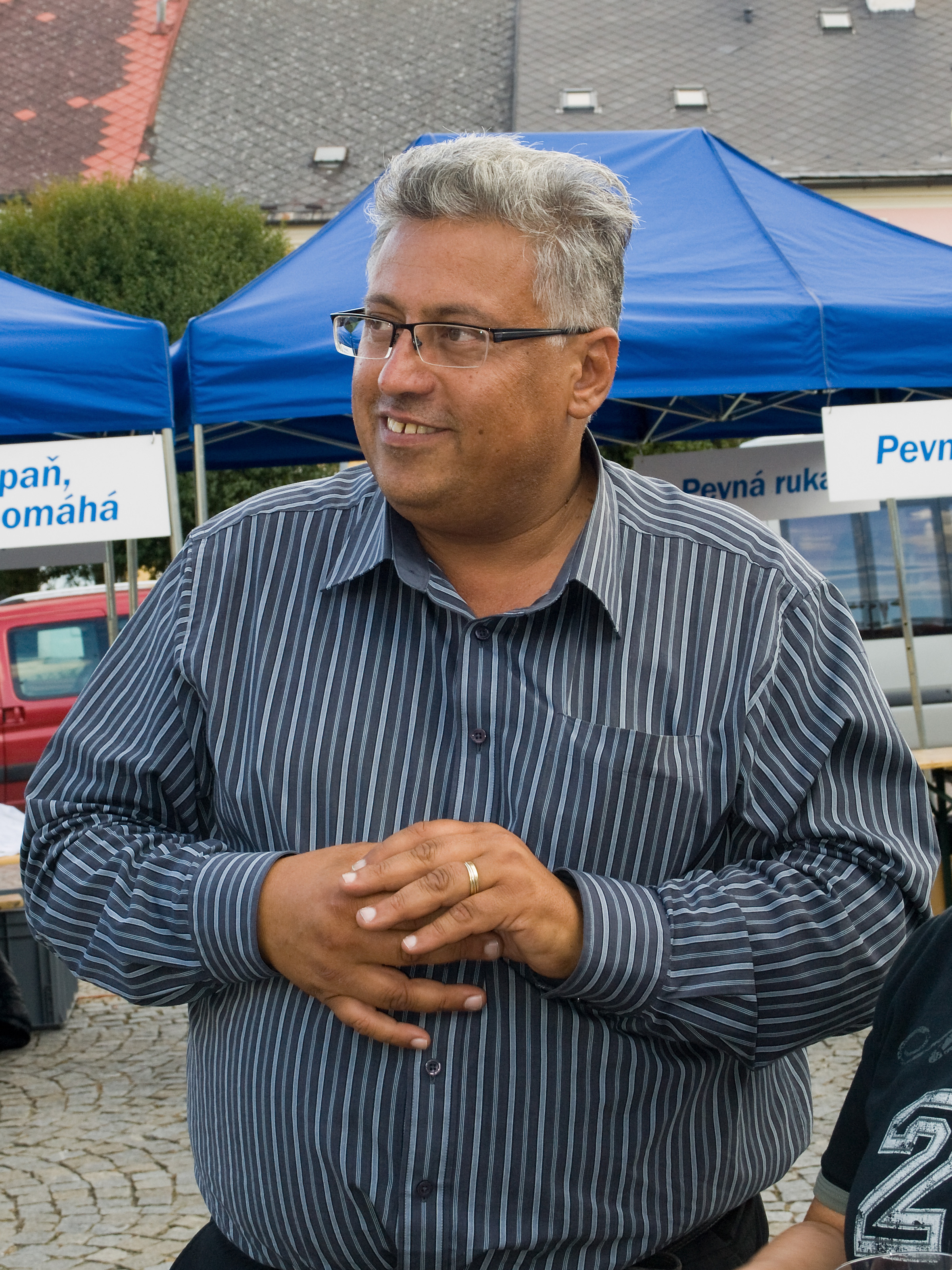
Předvolební mítink Raduana Nwelatiho, září 2012

Průzkum byl proveden ve dnech 21. – 23. srpna 2012 s 1 013 respondenty. Statistická chyba se pohybuje v hodnotách od ± 1,3 % do ± 4,0 %, dle velikosti kandidující strany. Volební účast by měla být 35,01 %.
Výsledky: ČSSD 26,5 %, KSČM 23,5 %, ODS 15 %, Koalice TOP 09 a STAN 8 %, Koalice pro Karlovarský kraj (KDU-ČSL, SZ, O co jim jde?) 5 %, Hnutí nezávislých 3,5 %, VV 3 %, SPO 3 %, Piráti 3 %, DSSS 2,5 %, Alternativa pro kraj 2 %.

### Liberecký kraj
Průzkum byl proveden ve dnech 24. – 27. srpna 2012 s 1 032 respondenty. Statistická chyba se pohybuje v hodnotách od ± 1,3 % do ± 3,5 %, dle velikosti kandidující strany. Volební účast by měla být 38,08 %.
Výsledky: ČSSD 17,5 %, KSČM 15,5 %, ODS 15 %, Koalice TOP 09 a STAN 12 %, Starostové pro Liberecký kraj 11 %, Změna pro Liberecký kraj 10 %, ostatní 12,5 %.

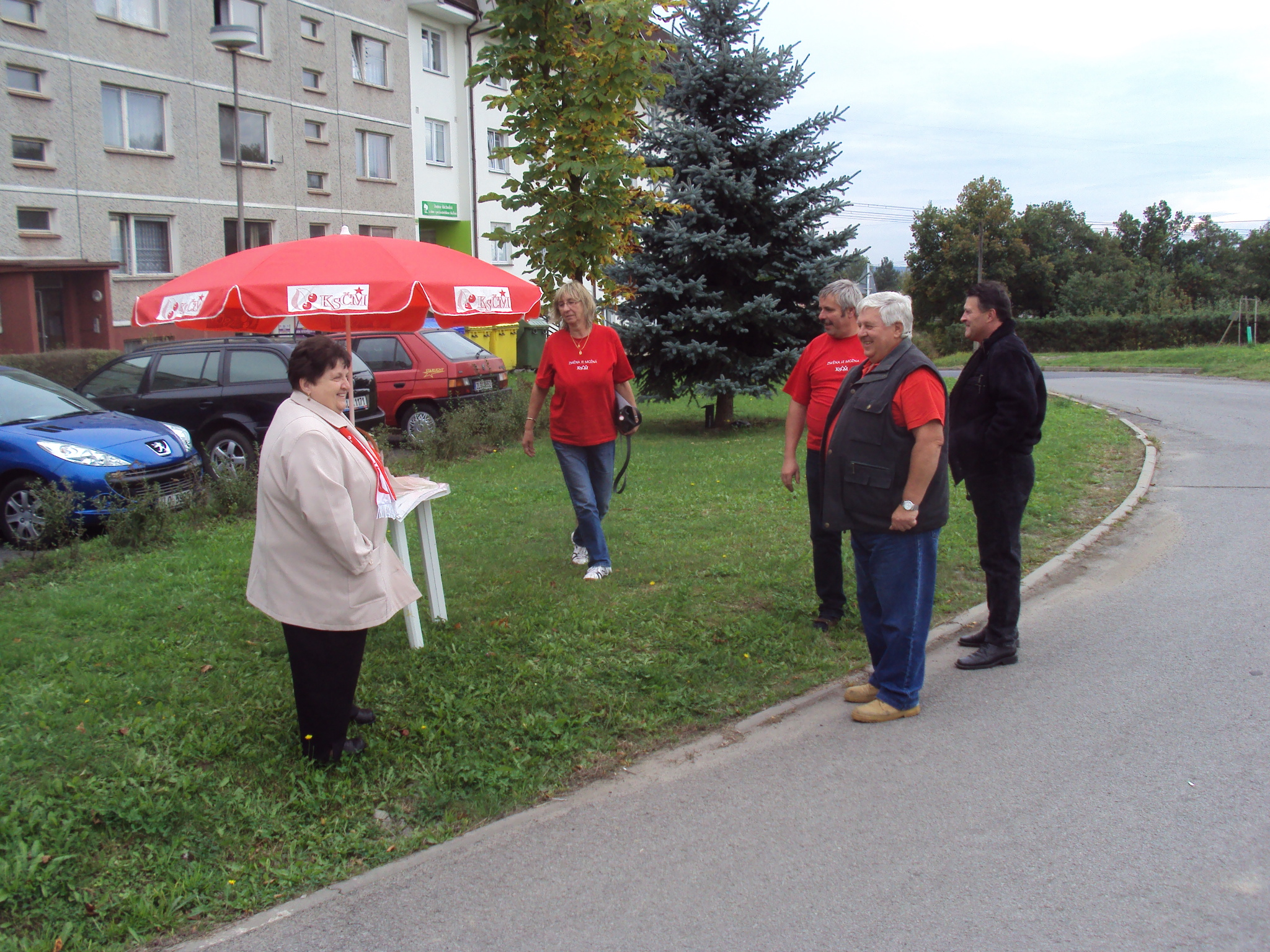
Předvolební mítink KSČM v Nových Zákupech

### Kraj Vysočina
Průzkum byl proveden ve dnech 30. – 31. srpna 2012 s 1 040 respondenty. Statistická chyba se pohybuje v hodnotách od ± 1,2 % do ± 4 %, dle velikosti kandidující strany. Volební účast by měla být 44,88 %.
Výsledky: ČSSD 27,5 %, KSČM 19 %, ODS 13 %, KDU-ČSL 10 %, Koalice TOP 09 a STAN 8 %, SPOZ 6 %, Pro Vysočinu 5 %, ostatní 6,5 %.

### Pardubický kraj
Průzkum byl proveden ve dnech 31. srpna – 2. září 2012 s 1 008 respondenty. Statistická chyba se pohybuje v hodnotách od ± 1,2 % do ± 3,8 %, dle velikosti kandidující strany. Volební účast by měla být 42,61 %.
Výsledky: ČSSD 23,5 %, KSČM 18 %, ODS 16 %, Koalice TOP 09 a STAN 11,4 %, Koalice pro Pardubický kraj 8,5 %, Nezávislí 5 %, ostatní 11 %.

### Královéhradecký kraj
Průzkum byl proveden ve dnech 5. – 7. září 2012 s 1 101 respondenty. Statistická chyba se pohybuje v hodnotách od ± 1,2 % do ± 3,8 %, dle velikosti kandidující strany. Volební účast by měla být 41,72 %.
Výsledky: ČSSD 25,5 %, ODS 18 %, KSČM 17 %, Koalice TOP 09 a STAN 13 %, Koalice pro Královéhradecký kraj 7 %, ostatní 15 %.

### Plzeňský kraj
Průzkum byl proveden ve dnech 7. – 9. září 2012 s 1 072 respondenty. Statistická chyba se pohybuje v hodnotách od ± 1,2 % do ± 3,6 %, dle velikosti kandidující strany. Volební účast by měla být 40,28 %.
Výsledky: ČSSD 23,5 %, ODS 20 %, KSČM 16,5 %, Koalice TOP 09 a STAN 14 %, SPOZ 5 %, ostatní 16 %.<

### Zlínský kraj
Průzkum byl proveden ve dnech 12. – 14. září 2012 s 1 028 respondenty. Statistická chyba se pohybuje v hodnotách od ± 1,2 % do ± 3,6 %, dle velikosti kandidující strany. Volební účast by měla být 41,13 %.
Výsledky: ČSSD 23 %, KSČM 16 %, ODS 15,5 %, KDU-ČSL 11,5 %, Koalice TOP 09 a STAN 7,5 %, SPOZ 6 %, ostatní 14 %.

### Jihočeský kraj
Průzkum byl proveden ve dnech 14. – 16. září 2012 s 1 048 respondenty. Statistická chyba se pohybuje v hodnotách od ± 1,2 % do ± 3,5 %, dle velikosti kandidující strany. Volební účast by měla být 40,78 %.
Výsledky: ODS 21 %, ČSSD 21 %, KSČM 17,5 %, Koalice TOP 09 a STAN 10 %, Jihočeši 9 %, KDU-ČSL 6,5 %, ostatní 12,5 %.

### Olomoucký kraj
Průzkum byl proveden ve dnech 19. – 21. září 2012 s 1 021 respondenty. Statistická chyba se pohybuje v hodnotách od ± 1,2 % do ± 3,9 %, dle velikosti kandidující strany. Volební účast by měla být 38,5 %.
Výsledky: ČSSD 27,5 %, KSČM 20,5 %, ODS 16,5 %, Koalice TOP 09 a STAN 10,5 %, ostatní 17 %.

### Ústecký kraj
Průzkum byl proveden ve dnech 20. – 22. září 2012 s 1 070 respondenty. Statistická chyba se pohybuje v hodnotách od ± 1,2 % do ± 3,8 %, dle velikosti kandidující strany. Volební účast by měla být 37,44 %.
Výsledky: KSČM 22 %, ČSSD 20,5 %, ODS 14,5 %, Severočeši 11,5 %, Koalice TOP 09 a STAN 5,5 %, ostatní 23,5 %.

### Jihomoravský kraj
Průzkum byl proveden ve dnech 25. – 28. září 2012 s 1 051 respondenty. Statistická chyba se pohybuje v hodnotách od ± 1,2 % do ± 3,8 %, dle velikosti kandidující strany. Volební účast by měla být 41,05 %.
Výsledky: ČSSD 30 %, KSČM 17,5 %, ODS 14,5 %, KDU-ČSL 10,5 %, Koalice TOP 09 a STAN 7,5 %, ostatní 11,5 %.

### Moravskoslezský kraj
Průzkum byl proveden ve dnech 27. – 30. září 2012 s 1 004 respondenty. Statistická chyba se pohybuje v hodnotách od ± 1,2 % do ± 4,1 %, dle velikosti kandidující strany. Volební účast by měla být 38,6 %.
Výsledky: ČSSD 33 %, KSČM 23,5 %, ODS 14,5 %, KDU-ČSL 6,5 %, ostatní 16,5 %.

### Středočeský kraj
Průzkum byl proveden ve dnech 2. – 4. října 2012 s 1 057 respondenty. Statistická chyba se pohybuje v hodnotách od ± 1,2 % do ± 3,7 %, dle velikosti kandidující strany. Volební účast by měla být 42,14 %.
Výsledky: ČSSD 24,5 %, ODS 20 %, KSČM 17 %, Koalice TOP 09 a STAN 11,5 %, ostatní 22,5 %.